# Отец. Исторический, психологический и культурный анализ
«Отец. Исторический, психологический и культурный анализ» (итал. Il gesto di Ettore: Preistoria, storia, attualità e scomparsa del padre) — книга итальянского психоаналитика Луиджи Зойя, в которой исследуется эволюция отцовства с точки зрения истории, психологии и культуры.
Данная работа удостоена психоаналитической премии «Градива».

## Содержание
Автор, опираясь на данные антропологии, психологии и истории, анализирует, как менялось восприятие отцовства от доисторических времен до наших дней.
В первой части, озаглавленной «Предыстория», Зойя рассматривает поведение млекопитающих и крупных обезьян, отмечая отсутствие выраженной роли отца в их сообществах. Он прослеживает, как в доисторические времена постепенно формировалось осознание отцовства у человека, что стало значительным шагом в развитии социальной структуры и культуры.
Вторая часть, «Античность и миф», посвящена анализу патриархальных и матриархальных обществ древности. Автор исследует мифы о происхождении отца и подробно разбирает образы Гектора, Улисса и Энея, демонстрируя, как эти мифологические фигуры отражают различные аспекты отцовства и влияют на культурные представления о роли отца.
В третьей части, «Современность и декаданс», Зойя прослеживает трансформацию образа отца от римских времен через эпоху Французской революции до промышленной революции. Он анализирует влияние войн и общественных потрясений на восприятие отцовства, отмечая нарастающее разочарование и изменение общественных ожиданий в отношении отцовской фигуры.
Заключительная часть, «Отец сегодня», посвящена современному кризису института отцовства. Автор обсуждает превращение отца в «исчезающий вид», самоустранение отцовской фигуры и поиск новых моделей отцовства в современном обществе. Зойя подчеркивает важность переосмысления роли отца в условиях меняющихся гендерных стереотипов и социальных структур.

## Перевод на русский
Перевод книги на русский язык был осуществлён Натальей Ретеюм при поддержке Московской ассоциации аналитической психологии.